# Diga di Yanaizu
La diga di Yanaizu (柳津ダム?, Yanaizu damu) è una diga a gravità sul fiume Tadami, 2 km a valle di Yanaizu nella prefettura di Fukushima, in Giappone. Fu costruita tra il dicembre 1952 e l'agosto 1954 ai fini della produzione di energia idroelettrica. Essa alimenta con l'acqua una centrale idroelettrica da 92 MW.